# Heydar Moslehi
Heydar Moslehi, né en 1957 à Chahreza, est un religieux et homme politique iranien qui a été ministre des Renseignements de 2009 à 2013.

## Jeunesse et éducation
Moslehi est né à Shahreza dans la province d'Ispahan en Iran. Il était étudiant au Haghani Circle et a obtenu une maîtrise en droit international après avoir étudié à l'étranger pendant plusieurs années[réf. nécessaire].    

## Carrière
Avant l'élection de Mahmoud Ahmadinejad à la présidence en 2005, Moslehi était le représentant de l'ayatollah Khamenei auprès des Basij. Le nouveau président Ahmadinejad l'a alors nommé conseiller pour les affaires de bureau. Il a ensuite été nommé par Khamenei à la tête de l'Organisation des fondations islamiques.  
Moslehi a été initialement nommé ministre du renseignement le 5 août 2009. Cependant, il a démissionné de son poste le 17 avril 2011 après avoir été invité à démissionner par Ahmedinejad. Le New York Times a rapporté que la démission de Moslehi avait été motivée par un différend avec Esfandiar Rahim Mashaei, après que Moslehi ait tenté de licencier un responsable du renseignement.  
Moslehi a été réintégré dans ses fonctions par le chef suprême de l'Iran, Ali Khamenei. Ahmadinejad a décidé de ne pas tenir de réunions du cabinet pour protester contre la présence de Moslehi,. En avril 2011, des réunions du cabinet se tenaient sans Ahmadinejad, le vice-président iranien, Mohammad-Reza Rahimi, présidant les réunions.  Le 27 avril, le Parlement a approuvé Moslehi dans ses fonctions de ministre du renseignement. Moslehi a été sanctionné par les États-Unis (le 29 septembre 2010) et l'Union européenne (en octobre 2011).